# Czarnylas (Groot-Polen)
Czarnylas is een dorp in de Poolse woiwodschap Groot-Polen. De plaats maakt deel uit van de gemeente Przygodzice en telt 1000 inwoners.